# Praxx
Praxx é uma série de televisão via streaming de origem portuguesa, dos géneros drama histórico e thriller criada por Ana Lúcia Carvalho e Patrícia Sequeira para a plataforma OPTO. A série é baseada na tragédia do Meco e passa-se em Lisboa, onde acompanha a velha tradição académica das praxes como um drama que carrega, também ele, várias tragédias que envolvem a morte, o bullying e a intimidação. A série apresenta Madalena Almeida, João Jesus, Catarina Rebelo, Alexandre Jorge, Vera Moura, Margarida Bakker, Diogo Mazur e Jason Fernández no elenco principal.
Praxx carrega o peso do “baseado em factos verídicos” com o selo de controverso pronto a ser colocado antes mesmo de vermos o seu primeiro episódio; porém, quando o assistimos percebemos que esse adjetivo está longe de descrever a nossa experiência sólida, pesada, dramática e realista da sua história que se começa a desenvolver, para além da sua visão fiel do bom e do mau sobre o que se passa nos anos chave da vida dos personagens jovens adultos que constroem a série. A primeira temporada é composta por 6 episódios e foi lançada a 9 de setembro de 2022.
A 4 de setembro de 2022, foi revelado que a série teria uma segunda temporada com 6 episódios, estando prevista ser lançada a 21 de outubro do mesmo ano, porém acabou adiada devido ao lançamento da série Santiago. Foi lançada a 6 de janeiro de 2023, sendo o último episódio da série exibido ainda no mesmo ano, a 10 de fevereiro.

## Resumo
| Resumo | Resumo | Episódios | Episódios | Originalmente exibido | Originalmente exibido   |
| Resumo | Resumo | Episódios | Episódios | Estreia da temporada  | Final da temporada      |
| ------ | ------ | --------- | --------- | --------------------- | ----------------------- |
|        | 1      | 6         | 6         | 9 de setembro de 2022 | 14 de outubro de 2022   |
|        | 2      | 6         | 6         | 6 de janeiro de 2023  | 10 de fevereiro de 2023 |

### Primeira temporada (2022)
Quando sete jovens universitários, Gonçalo, Diana, Afonso, Xana, Mateo, Mafalda e Lucas, pretendem partir para São João da Cruz para celebrar a sua ascensão numa prestigiada associação académica, a diversão dá lugar ao terror com a morte de seis deles ao serem engolidos pelo mar, na Praia da Cruz, em circunstâncias suspeitas.
Inconformada com o sucedido, Marta, irmã de Diana, uma das vítimas mortais, está convencida de que o acidente fatal foi resultado de uma praxe levada a cabo pelo líder da associação e o único sobrevivente da tragédia, Gonçalo Vilar, o Dux. No entanto, a obsessão de Marta coloca-a no encalço dos responsáveis pela praxe, a Associação da Vida Académica (AVA), que quer a todo o custo impedi-la de chegar à verdade.

### Segunda temporada (2023)
No ano anterior ao da tragédia na Praia da Cruz, Marta vai com a irmã a uma festa de Carnaval na universidade, onde conhece os amigos com quem Diana acabou por morrer.
Irá ela descobrir a última peça do puzzle para desvendar o mistério?

## Elenco

### Elenco principal
| Ator/Atriz       | Personagem          |
| ---------------- | ------------------- |
| Madalena Almeida | Marta               |
| João Jesus       | Gonçalo «Dux» Vilar |
| Catarina Rebelo  | Diana               |
| Alexandre Jorge  | Afonso              |
| Jason Fernández  | Mateo               |
| Vera Moura       | Mafalda             |
| Margarida Bakker | Alexandra «Xana»    |
| Diogo Mazur      | Lucas               |

### Elenco recorrente
| Ator/Atriz        | Personagem       |
| ----------------- | ---------------- |
| Maria João Pinho  | Júlia            |
| Isabela Valadeiro | Sofia            |
| Mariana Pacheco   | Sara             |
| João Arrais       | Alexandre «Alex» |
| Inês Sá Frias     | Teresa           |
| Mário Coelho      | Ricardo          |

### Elenco secundário
| Ator/Atriz            | Personagem        |
| --------------------- | ----------------- |
| Roberto Bomtempo      | Alberto           |
| Filipe Laranjeira     | Guarda GNR 1      |
| Ana Saragoça          | Laura             |
| Helena Laureano       | Paula             |
| Joaquim Salvador      | David             |
| Lígia Roque           | Margarida «Guida» |
| Marcantónio Del Carlo | Frederico         |
| João Fára             | Repórter 1        |
| Tiago Sarmento        | André             |
| Beatriz Domingues     | Filipa            |
| Joana Picolo          | Gabriela          |
| Henrique Gil          | Jorge             |

## Produção

### Desenvolvimento
Num post da conta de Instagram das atrizes Madalena Almeida e Maria João Pinho, foi revelada a existência da série, tratando-se de uma série baseada na tragédia do Meco, onde seis jovens estudantes morreram na praia do Meco.

### Escolha do elenco
Os primeiros nomes anunciados foram os das atrizes Madalena Almeida, Maria João Pinho e Catarina Rebelo, a partir de um post no Instagram das duas primeiras. A elas, juntaram-se João Jesus, Isabela Valadeiro, Vera Moura, Mariana Pacheco, Margarida Bakker, João Arrais, Alexandre Jorge, Diogo Mazur, Jason Fernández, Tiago Sarmento, Inês Sá Frias, Mário Coelho e Joana Picolo para constituir o restante elenco.

### Gravações
As gravações decorreram em Lisboa entre 7 de janeiro e 28 de março de 2022.

## Exibição

### Exibição internacional
A primeira temporada da série foi lançada a 26 de janeiro de 2023 na plataforma de streaming Amazon Prime Video em Portugal. A segunda temporada foi lançada ainda no mesmo ano, a 17 de março.
| País     | Transmissão        | Título adaptado | Temporadas | Estreia               | Final               |
| -------- | ------------------ | --------------- | ---------- | --------------------- | ------------------- |
| Portugal | Amazon Prime Video | Praxx           | 2          | 26 de janeiro de 2023 | 17 de março de 2023 |
| Espanha  | Amazon Prime Video | Praxx           | 2          | 2023                  | 2023                |

## Episódios

### 1.ª temporada (2022)
| # | ## | Título                | Realização por    | Escrito por                            | Exibição original      |
| --- | -- | --------------------- | ----------------- | -------------------------------------- | ---------------------- |
| 1 | 1  | "Onda Fatal"          | Patrícia Sequeira | Ana Lúcia Carvalho e Patrícia Sequeira | 9 de setembro de 2022  |
| Gonçalo, Diana, Afonso, Xana, Mafalda, Mateo e Lucas partem para um fim-de-semana de praxes em São João da Cruz, mas o terror instala-se quando seis deles desaparecem engolidos pelo mar da Praia da Cruz.      |    |                       |                   |                                        |                        |
| 2 | 2  | "Silêncio"            | Patrícia Sequeira | Ana Lúcia Carvalho e Patrícia Sequeira | 16 de setembro de 2022 |
| Marta apercebe-se que existe um pacto de silêncio na AVA e que a explicação de Gonçalo para o acidente apresenta incongruências.                                                                                 |    |                       |                   |                                        |                        |
| 3 | 3  | "Inocente ou Culpado" | Patrícia Sequeira | Ana Lúcia Carvalho e Patrícia Sequeira | 23 de setembro de 2022 |
| Ao tentar perceber o que aconteceu na Praia da Cruz, Marta aproxima-se de Alex. A investigação policial não encontra provas de ter havido crime e o caso é considerado um acidente.                              |    |                       |                   |                                        |                        |
| 4 | 4  | "Funny Games"         | Patrícia Sequeira | Ana Lúcia Carvalho e Patrícia Sequeira | 30 de setembro de 2022 |
| Convencida de que havia mais gente na casa de São João da Cruz no dia da tragédia, Marta vai procurar pistas junto dos vizinhos.                                                                                 |    |                       |                   |                                        |                        |
| 5 | 5  | "Sobrevivente Oculta" | Patrícia Sequeira | Ana Lúcia Carvalho e Patrícia Sequeira | 7 de outubro de 2022   |
| Marta está cada vez mais convicta de que a irmã e os colegas foram praxados na noite em que morreram afogados no Praia da Cruz, mas a procura pela verdade arrasta-a para uma espiral de ansiedade e frustração. |    |                       |                   |                                        |                        |
| 6 | 6  | "Game Over"           | Patrícia Sequeira | Ana Lúcia Carvalho e Patrícia Sequeira | 14 de outubro de 2022  |
| Há novas revelações sobre o que se passou durante o fim-de-semana dos jovens na casa de São João da Cruz. A ansiedade e a frustração de Marta levam-na a uma situação de perigo.                                 |    |                       |                   |                                        |                        |

### 2.ª temporada (2023)
| # | ## | Título                  | Realização por    | Escrito por                            | Exibição original       |
| --- | -- | ----------------------- | ----------------- | -------------------------------------- | ----------------------- |
| 7 | 1  | "Festa? Sempre!"        | Patrícia Sequeira | Ana Lúcia Carvalho e Patrícia Sequeira | 6 de janeiro de 2023    |
| No ano anterior ao da tragédia na Praia da Cruz, Marta vai com a irmã a uma festa de Carnaval na universidade, onde conhece os amigos com quem Diana acabou por morrer. |    |                         |                   |                                        |                         |
| 8 | 2  | "Sem Saída"             | Patrícia Sequeira | Ana Lúcia Carvalho e Patrícia Sequeira | 13 de janeiro de 2023   |
| Numa sessão de hipnoterapia, Marta tem acesso a memórias inesperadas sobre a festa de Carnaval.                                                                         |    |                         |                   |                                        |                         |
| 9 | 3  | "A Quebra"              | Patrícia Sequeira | Ana Lúcia Carvalho e Patrícia Sequeira | 20 de janeiro de 2023   |
| Marta afasta-se da universidade e isola-se em São João da Cruz, na mesma casa em que Diana e os amigos estiveram alojados no fim-de-semana fatal.                       |    |                         |                   |                                        |                         |
| 10 | 4  | "Justiça"               | Patrícia Sequeira | Ana Lúcia Carvalho e Patrícia Sequeira | 27 de janeiro de 2023   |
| A tragédia na Praia da Cruz aconteceu há um mês. Um dos pais insurge-se contra o único sobrevivente.                                                                    |    |                         |                   |                                        |                         |
| 11 | 5  | "Verdade Inconveniente" | Patrícia Sequeira | Ana Lúcia Carvalho e Patrícia Sequeira | 3 de fevereiro de 2023  |
| Júlia encontra uma prova importante para o processo judicial contra a AVA. Sofia atravessa um período de perturbação pela morte dos amigos.                             |    |                         |                   |                                        |                         |
| 12 | 6  | "Crime e Castigo?"      | Patrícia Sequeira | Ana Lúcia Carvalho e Patrícia Sequeira | 10 de fevereiro de 2023 |
| Marta desenha um plano onde tenta atrair Gonçalo para um encontro a sós com ela.                                                                                        |    |                         |                   |                                        |                         |

## Prémios
| Ano  | Prémio                       | Categoria      | Por              | Resultado | Ref.   |
| ---- | ---------------------------- | -------------- | ---------------- | --------- | ------ |
| 2023 | 27.ª gala dos Globos de Ouro | Melhor Atriz   | Madalena Almeida | Indicado  | [ 19 ] |
| 2023 | 27.ª gala dos Globos de Ouro | Melhor Ator    | João Jesus       | Indicado  | [ 19 ] |
| 2023 | 27.ª gala dos Globos de Ouro | Melhor Projeto | Praxx            | Indicado  | [ 19 ] |

## Filme

Cartaz de divulgação do filme.

Para ser exibido no Tribeca Festival Lisboa de 2024, a OPTO adaptou os 12 episódios da série num filme, intitulado de Fim de Semana, com cenas inéditas que não estavam incluídas no original.
O filme foi exibido a 19 de outubro de 2024 no festival. Foi lançado na OPTO a 13 de dezembro de 2024 — dois dias antes de se concretizarem 11 anos da tragédia do Meco, em 2013.